# Atherstone
Atherstone är en stad och civil parish i grevskapet Warwickshire i England. Staden ligger i distriktet North Warwickshire vid gränsen till Leicestershire. Tätortsdelen (built-up area sub division) Atherstone hade 10 573 invånare vid folkräkningen år 2011. Atherstone nämndes i Domedagsboken (Domesday Book) år 1086, och kallades då Aderestone.